# Пенькі-Борове
Пенькі-Борове (пол. Pieńki Borowe) — село в Польщі, у гміні Єдвабне Ломжинського повіту Підляського воєводства.
Населення — 109 осіб (2011).
У 1975-1998 роках село належало до Ломжинського воєводства.

## Демографія
Демографічна структура станом на 31 березня 2011 року:
|          | Загалом | Допрацездатний вік | Працездатний вік | Постпрацездатний вік |
| -------- | ------- | ------------------ | ---------------- | -------------------- |
| Чоловіки | 57      | 17                 | 34               | 6                    |
| Жінки    | 52      | 10                 | 32               | 10                   |
| Разом    | 109     | 27                 | 66               | 16                   |